# SMS Amazone (1843)
Pour les articles homonymes, voir Amazone.
Le SMS Amazone est une corvette à voile en bois de la marine prussienne qui sert principalement de navire-école. Bien qu'il porte le drapeau de guerre prussien et qu'il soit équipé de canons, il sert également à l'entraînement des marins civils. Comme elle est le seul navire de guerre en état de navigabilité lorsque la marine prussienne est fondée en 1848, elle est ensuite qualifiée de «grand-mère de la flotte».

## Histoire
Il est achevé à Grabow (de) près de Stettin en 1843. En 1844, le premier grand voyage l'amène via l'Angleterre, le Portugal, Gibraltar, la Grèce et l'Empire ottoman jusqu'à la mer Noire. Une fois le voyage terminé, deux longs canons de 24 livres qui ont affecté la stabilité du navire sont retirés. En 1845, il navigue vers le Danemark, l'Angleterre et l'Espagne jusqu'à Gênes. En 1847, il traverse l'Atlantique pour New York.
En 1852/1853, l'Amazone, avec le SMS Gefion et le SMS Mercur (de), forment ce qu'on appelle l'escadron d'exercice sous la direction du commodore Jan Schröder. Les escales en Amérique du Sud et du Nord sont Rio de Janeiro, Montevideo, Buenos Aires, La Guaira, Puerto Cabello, la Barbade, La Havane et Norfolk. De Norfolk, une délégation d'officiers se rend dans la capitale américaine, Washington.
En 1856, il fait partie d'un escadron d'entraînement sous les ordres du prince Adalbert dans l'Atlantique, et en 1857, la corvette visite la Scandinavie et l'Angleterre.

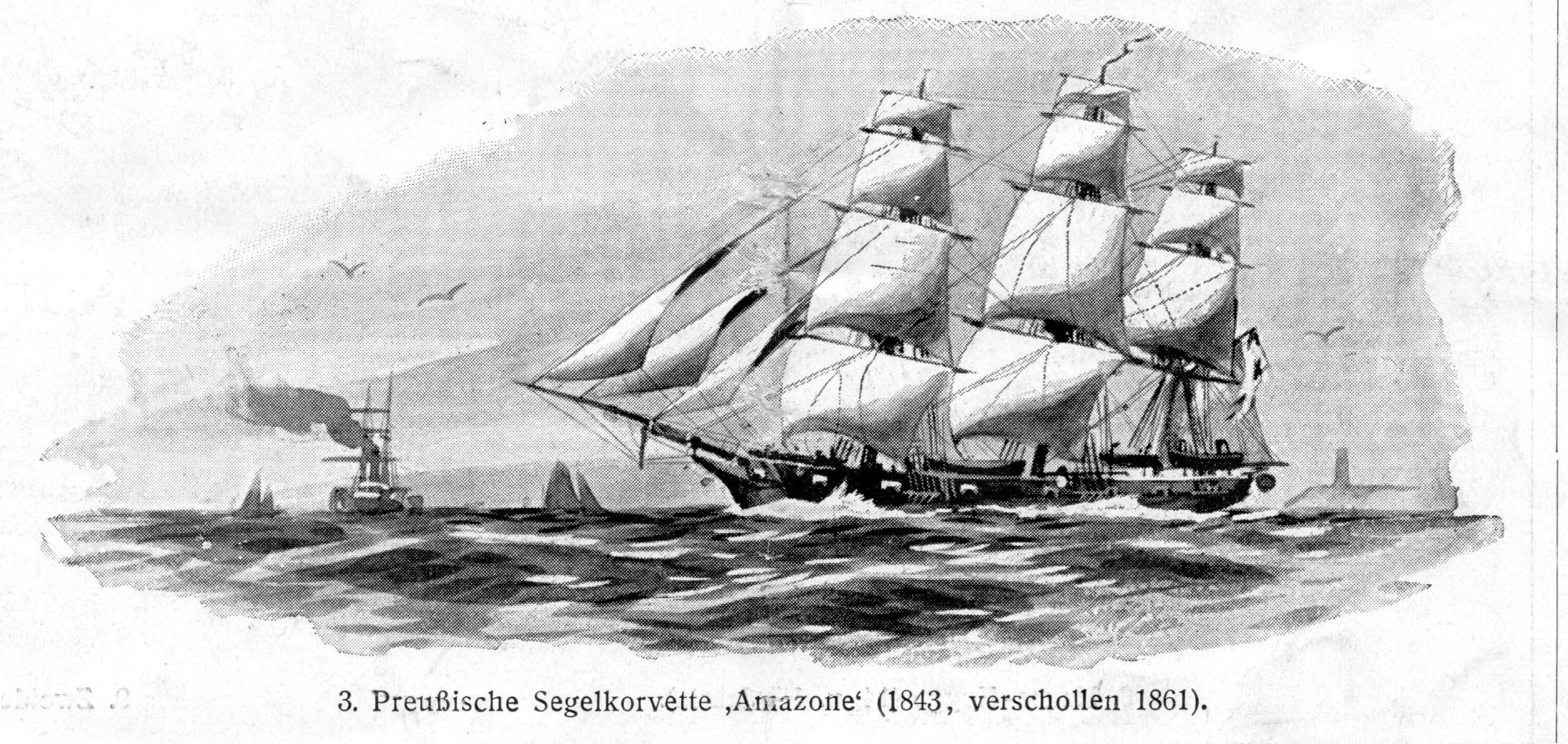
LAmazone sur un dessin dans le Meyers Großem Konversations-Lexikon

Lors d'un autre voyage d'entraînement au Portugal, l'Amazone est pris dans un ouragan au large des côtes néerlandaises et coule avec tout l'équipage. Les informations sur le nombre de victimes varient. Il est possible que 114 personnes aient trouvé la mort dans l'accident ; d'autres sources avancent le chiffre de 143 (le lieutenant de vaisseau Hermann, cinq officiers, 18 aspirants et 120 hommes d'équipage) morts. La confirmation finale du naufrage n'est venue qu'un an plus tard, lorsqu'en octobre 1862 un gaillard parfaitement identifié de la corvette est propulsée sur Texel. L'Amazone est aperçu pour la dernière fois le jour de son naufrage présumé par le brick prussien numéro deux se dirigeant vers le Hoofden (de).
Après le naufrage de l'Amazone, des rumeurs circulent selon lesquelles il aurait été percuté, peut-être intentionnellement, par un autre navire. En 1862, la revue Die Gartenlaube publie un récit narratif de cet événement, ce qui entraîne l'interdiction de Die Gartenlaube en Prusse. La question de la navigabilité du navire a été soulevée aussi bien dans la presse qu'au parlement de l'État. Le commandant Schröder critique toutefois le manque d'expérience des marins.
La catastrophe entraîne une baisse drastique des candidatures à la carrière d'officier de marine. En 1862, il n'y a que trois candidatures. En 1864, il fallut donc recruter davantage d'officiers auxiliaires, c'est-à-dire les officiers de marine des marines marchandes.
En 1863, un mémorial est dédié aux morts sous la forme d'un obélisque de six mètres de haut dans le parc des Invalides (de) de Berlin, qui est mentionné dans le roman Stine (de) de Theodor Fontane. 107 noms de victimes sont gravés sur des plaques de bronze. Ces plaques sont volées en 1918/19, remplacées à nouveau en 1924 et à nouveau volées en 1945. Le monument est soit enlevé, soit détruit à l'été 1951 sur décision du SED ou des autorités responsables du secteur soviétique, selon des informations contradictoires.

## Commandants
- Leutnant zur See, 2e classe Eduard von Jachmann: mars 1848 à novembre 1848
- Leutnant zur See, 1re classe Eduard von Jachmann: mars 1849 à octobre 1849
- Kapitän Johann Otto Donner (de): 13 mai 1850 à octobre 1850
- Leutnant zur See, 1re classe Schirmacher: 22 septembre 1852 à septembre 1853
- Leutnant zur See, 1re classe Eduard von Jachmann: septembre 1853 au 12 octobre 1853
- Leutnant zur See, 1re classe Guillaume de Hesse-Philippsthal-Barchfeld: mai 1854 au 21 octobre 1854
- Leutnant zur See, 1re classe Hans Kuhn: mai 1855 au 10 octobre 1855
- Korvettenkapitän Hans Kuhn: 1 mai 1856 au 30 septembre 1856
- Korvettenkapitän Hans Kuhn: 15 juin 1857 au 25 octobre 1857
- Leutnant zur See, 1re classe Franz Kinderling: 1er juin 1859 à septembre 1859
- Leutnant zur See, 2e classe Max Jung: septembre 1859
- Leutnant zur See, 1re classe Franz Kinderling: octobre 1859
- Korvettenkapitän Ludwig von Henk (de): 15 mai 1860 au 30 septembre 1860
- Leutnant zur See, 1re classe Robert Hermann: 21 juin 1861 au désarmement